# Rempart du Tremblet
Le rempart du Tremblet est un rempart montagneux du massif du Piton de la Fournaise, dans le sud-est de l'île de La Réunion. Il marque la limite sud et sud-est de l'Enclos Fouqué, la dernière caldeira formée par le piton de la Fournaise, soit le volcan actif de ce département d'outre-mer français dans l'océan Indien. Nommé en référence au site du Tremblet, à qui il fournit sa limite septentrionale, il s'élève peu à peu à compter de la côte pour culminer à 1 913 mètres au Nez Coupé du Tremblet, où il se poursuit sous le nom différent de rempart de Bellecombe, lui-même prolongé par le rempart de Bois Blanc. Ce faisant, il suit une direction est-ouest dans la partie nord du territoire communal de Sainte-Philippe en surplombant respectivement le Grand Brûlé et les Grandes Pentes.